# Natriummetavanadaat
Natriummetavanadaat is een anorganische verbinding van natrium en vanadium, met als brutoformule NaVO3. De stof komt voor als een wit of geel hygroscopisch kristallijn poeder, dat matig oplosbaar is in water. De toepassingen van deze stof zijn vrij beperkt, wegens de hygroscopische eigenschappen. Van nature uit komt het voor in het zeldzame mineraal metamuniriet (anhydraat) en muniriet (dihydraat).

## Synthese
Natriummetavanadaat kan bereid worden door een condensatiereactie tussen natriumhydroxide en vanadium(V)oxide:
{\displaystyle {\ce {2NaOH + V2O5 -> 2NaVO3 + H2O}}}

## Kristalstructuur
Natriummetavanadaat komt in 2 verschillende kristalstructuren voor: α- en β-NaVO3. Bij kamertemperatuur is de β-vorm, die een orthorombische structuur heeft, het meest stabiel. Bij hogere temperaturen is de α-vorm (monoklien) zeer stabiel.